# Мойсей (Румунія)
Мойсей (рум. Moisei) — комуна у повіті Марамуреш в Румунії. До складу комуни входить єдине село Мойсей.
Комуна розташована на відстані 377 км на північ від Бухареста, 72 км на схід від Бая-Маре, 121 км на північний схід від Клуж-Напоки.

## Населення
За даними перепису населення 2002 року у комуні проживали 9023 особи.
Національний склад населення комуни:
| Національність | Кількість осіб | Відсоток |
| -------------- | -------------- | -------- |
| румуни         | 9011           | 99,9%    |
| німці          | 7              | 0,1%     |
| угорці         | 4              | < 0,1%   |
| українці       | 1              | < 0,1%   |

Рідною мовою назвали:
| Мова      | Кількість осіб | Відсоток |
| --------- | -------------- | -------- |
| румунська | 9014           | 99,9%    |
| німецька  | 6              | 0,1%     |
| угорська  | 3              | < 0,1%   |

Склад населення комуни за віросповіданням:
| Релігія            | Кількість осіб | Відсоток |
| ------------------ | -------------- | -------- |
| православні        | 8331           | 92,3%    |
| адвентисти         | 491            | 5,4%     |
| п'ятдесятники      | 148            | 1,6%     |
| греко-католики     | 30             | 0,3%     |
| римо-католики      | 12             | 0,1%     |
| не релігійні       | 6              | 0,1%     |
| реформати          | 2              | < 0,1%   |
| атеїсти            | 2              | < 0,1%   |
| не вказали релігію | 1              | < 0,1%   |

## Зовнішні посилання
- Дані про комуну Мойсей на сайті Ghidul Primăriilor [Архівовано 15 березня 2013 у Wayback Machine.]